# Аблаут в праиндоевропейском языке
Аблаут в праиндоевропейском языке — система регулярных чередований гласных, существовавшая в самом праязыке и перешедшая в его потомки.
Термин аблаут (от нем. Ablaut, тж. нем. Abstufung der Laute «чередование звуков»; также используется термин апофония от фр. apophonie, являющийся калькой с немецкого, составленной при помощи греческих корней) был введён в начале XIX века Якобом Гриммом. Однако это явление впервые было описано за более чем 2000 лет до него индийскими грамматиками и кодифицировано Панини в трактате «Восьмикнижие» (др.-инд. अष्टाध्यायी, IAST: aṣṭādhyāyī), где использовались термины गुणः (IAST: guṇáḥ «качество, свойство») и वृद्धिः (IAST: vṛddhiḥ «рост, увеличение») для обозначения того, что в современной лингвистике называется «полная ступень» и «удлинённая ступень». Для европейских языков это явление впервые было описано в начале XVIII века голландским лингвистом Ламбертом Тен Кате в книге Gemeenschap tussen de Gottische spraeke en de Nederduytsche («Общность готского и нижненемецкого языков»).

## Описание явления
Аблаут бывает количественным и качественным. Обычно выделяют три ступени количественного аблаута: нулевую (также ступень редукции, англ. zero grade, нем. Nullstufe, Schwundstufe, фр. degré zéro), полную (также нормальная, англ. full grade, нем. Vollstufe, Hochstufe, фр. degré plein) и удлинённую (также продлённая, англ. lengthened grade, нем. Dehnstufe, фр. degré long).
Древнеиндийские грамматики считали основной нулевую ступень (поэтому она даже не получила у них названия), современные же учёные полагают, что основной была полная ступень.
В морфеме, находящейся на ступени редукции, гласный отсутствовал (либо, возможно, там находился нефонематический редуцированный гласный), на полной ступени выступал краткий гласный, на ступени удлинения — долгий.
Иногда за терминами «нулевая ступень» и «ступень редукции» стоят два понятия, а не одно. В этом случае под ступенью редукции подразумевается ступень аблаута, при которой в морфеме находится редуцированный гласный. Однако большинство учёных отвергает наличие четвёртой ступени.
Поскольку основным гласным праиндоевропейского языка был *e, стандартная модель количественного аблаута выглядит следующим образом:
| нулевая ступень                                   | полная ступень                      | продлённая ступень                         |
| ∅                                                 | *e                                  | *ē                                         |
| лат. nīdus < *ni-sdos «гнездо»                    | лат. sedēre «сидеть»                | лат. sēdēs «сидение»                       |
| др.-инд. सेदुर् (IAST: sedúr) < *sazdur «они сидели» | др.-инд. सदः (IAST: sádaḥ) «сидение» | др.-инд. सादयति (IAST: sādáyati) «он сажает» |

При качественном аблауте, как правило, *e чередуется с *o: лат. sedēre «сидеть» : solium < *sodium «престол».
В сумме, при изменении как по количественному, так и по качественному аблауту, морфема может иметь пять вариантов:
| нулевая ступень | полная ступень | продлённая ступень |
| ∅               | *e             | *ē                 |
| ∅               | *o             | *ō                 |

При этом, хотя теоретически каждая морфема праиндоевропейского языка могла иметь все ступени, на практике это происходит редко.
У дифтонгов и дифтонгических сочетаний система аблаута выглядит следующим образом:
| нулевая ступень                           | полная ступень                                 | o-ступень                                |
| *i                                        | *ei                                            | *oi                                      |
| др.-греч. ἐπέπιθμεν «мы доверились»       | др.-греч. πείθομαι «слушаюсь, верю, повинуюсь» | др.-греч. πέποιθα «я доверился»          |
| *u                                        | *eu                                            | *ou                                      |
| др.-греч. ἐπυθον «я узнал»                | др.-греч. πεύθομαι «я узнаю»                   | др.-греч. ποῦσας < *poudhants «узнавший» |
| *r̥                                        | *er                                            | *or                                      |
| др.-греч. ἔδρακον < *edr̥k'om «я увидел»   | др.-греч. δέρκομαι «я смотрю»                  | др.-греч. δέδορκα «я увидел»             |
| *l̥                                        | *el                                            | *ol                                      |
| лит. tilpti «помещаться»                  | лит. telpù «помещаюсь»                         | лит. talpà «вместимость»                 |
| *n̥                                        | *en                                            | *on                                      |
| др.-греч. ἔπαθον < *epn̥dhom «я претерпел» | др.-греч. πένθος «печаль, скорбь, горе»        | др.-греч. πέπονθα «я претерпел»          |
| *m̥                                        | *em                                            | *om                                      |
| лит. kimšti «запихать»                    | лит. kemšù «запихаю»                           | лит. kamšau «запихиваю»                  |

Как правило, в аблауте не участвует гласный *a, зафиксировано лишь несколько случаев:
- др.-греч. ἄγω «веду» ~ ὄγμος «борозда, скошенная полоса, прокос, путь, орбита»;
- др.-греч. ἄκρις «горная вершина, высота» ~ ὀκρίς «обрывистый, неровный, острый», хеттск. ḫēkur «вершина утёса»;
- др.-греч. ἀγκάλη «согнутая рука, локоть» ~ ὄγκος «загнутый назад зубец стрелы, кривой наконечник, крюк стрелы, угол», хеттск. ḫēnk- «сгибать»;
- лат. sāl, род. п. salis (< *sal-) ~ англ. silt «ил, наносы, осадок», нем. Sülze «студень, заливное, солеварня» (< *sl̥-);
- др.-греч. λάκκος «пруд, яма, ров», лат. lacus «озеро» ~ гэльск. loch «озеро».

В рамках ларингальной теории такое чередование объясняют тем, что начальный *a- здесь возник из сочетания *h2e-.

## Schwebeablaut
Термином Schwebeablaut (нем. Schwebe «неопределённость») называют вариации типа *CeRC- ~ *CReC-. Предположительно, в данном случае дело в двух разных реализациях корня первоначального вида *CeReC-, в спорадической метатезе, либо формы типа *CReC- возникли из *CeRC- через нулевую ступень *CRC-.

## Чередования, связанные с «ларингалами»
Исчезновение «ларингальных согласных» вызвало чередования иного рода: *ā, *ē, *ō с «шва примум», которое дало i в санскрите, α, ε, ο в древнегреческом и a в некоторых других языках. Долгие гласные восходят к сочетаниям *aH, *eH, *oH (где *H — любой «ларингал»), а «шва примум» является слоговой реализацией ларингалов.
Пример:
|                 | нулевая ступень                        | полная ступень                       |
| --------------- | -------------------------------------- | ------------------------------------ |
| санскрит        | др.-инд. हितः (IAST: hitaḥ) «положенный» | др.-инд. दधामि (IAST: dadhāmi) «кладу» |
| древнегреческий | θετός «положенный»                     | τίθημι «кладу»                       |
| латынь          | factus «сделанный»                     | fēci «я сделал»                      |

## Функции аблаута в морфологической системе праиндоевропейского языка
В склонении существительных аблаут встречается довольно редко, он больше распространён в глагольном спряжении. В системе глагола наблюдаются следующие чередования: в формах единственного числа активного залога индикатива атематического корневого презенса и аориста употребляется полная е-ступень, в остальных формах этих времён и в причастиях с суффиксом *-to- — нулевая, а в перфекте и корне итеративных и каузативных основ с суффиксом *-eye/o- — полная o-ступень. Кроме того, качественный аблаут служил для образования отглагольных существительных, ср. *leg'- (др.-греч. λέγω «говорю») > *log'-o- (др.-греч. λόγος «слово»). То же чередование и в русских отглагольных существительных: теку — ток, беру — бор, лежу — лог.
Продлённая ступень использовалась в следующих случаях:
- в и. п. ед. ч. корневых и гистеродинамических основ (*k'ērd «сердце», *ph2tēr «отец»);
- в некоторых отымённых дериватах (*swēk’uros);
- в s-аористе (*wēg'hst «он привёз»);
- в «статическом» настоящем времени (санскр. ताष्ठि (IAST: tāṣṭi) «он плотничает»);
- в м. п. ед. ч. протеродинамических основ;
- в окончании 3-го лица мн. ч. перфекта *-ēr.

## Происхождение аблаута
Возникновение ступени редукции иногда связывают с исчезновением гласной в безударном положении. Однако прямой взаимосвязи между безударностью слога и ступенью редукции не выявлено (существуют слова, в которых ударный слог находится на ступени редукции, и слова с безударным слогом на полной ступени). Т. Барроу полагает, что это связано с тем, что редукция гласного в безударном положении существовала только в раннем праиндоевропейском языке, а в позднем она исчезла, после чего во многих словах ударение сместилось и стало находиться на ранее безударных слогах.
Ступень удлинения, вероятно, возникла из нескольких источников: заменительного удлинения гласного в основе атематических существительных в и. п. ед. ч. в результате выпадения *-s (например, *ph2ters > *ph2tēr) и в основе итеративных глаголов как средство выражения длительности действия.
Неясным остаётся генезис качественного аблаута. Г. Хирт и Г. Гюнтерт высказались в пользу того, что в какую-то эпоху в праиндоевропейском языке *e переходило в *o в случае переноса ударения с него на предыдущий или следующий слог. И. А. Бодуэн де Куртенэ думал, что условием перехода *e в *o был характер соседних фонем. Той же точки зрения придерживается немецкий учёный М. Майер-Брюггер, который предполагает, что заударное *e могло переходить в *o после *r, *l, *n, *m. Т. В. Гамкрелидзе и Вяч. Вс. Иванов считают, что *o возникло из *ə под влиянием соседней лабиальной фонемы.
Польский учёный Е. Курилович выработал следующую периодизацию истории праиндоевропейского аблаута:
1. наличие чередования *e/*o;
2. возникновение чередования *e/∅ в результате исчезновения и вокализации редуцированных гласных e и o;
3. возникновение ступени удлинения.

Т. В. Гамкрелидзе и Вяч. Вс. Иванов полагают, что для древнейшего состояния праиндоевропейского языка можно реконструировать только две ступени — полную и нулевую.

## Судьба аблаута в языках-потомках
Лучше всего система индоевропейского аблаута сохранилась в древнегреческом языке (первоначальное состояние было изменено только вокализацией слоговых сонорных и переходом шва в a, e, o).
В индоиранских языках из-за совпадения *e, *o, *a в a исчез качественный аблаут (сохранились только его следы, которые определяются по закону Коллица и закону Бругмана), зато очень хорошо сохранился количественный (с поправкой на переход *m̥ и *n̥ в a и небольшие выравнивания по аналогии).
В латыни продуктивность не утратило лишь чередование полная ступень ~ ступень удлинения, а чередования полная ступень ~ ступень редукции и качественный аблаут сохранились лишь остаточно.
Германские языки также хорошо сохранили аблаут (с поправкой на некоторые изменения гласных), значительно расширив область его применения в спряжении глагола.
В балтийских и славянских языках аблаут характеризуется развитием чередования полная ступень ~ ступень удлинения. В славянских языках это дало чрезвычайно продуктивное чередование o/a, например, выходить/выхаживать, поворотить/поворачивать, проколоть/прокалывать и т. д. В остальном он в полной мере сохранился в балтийских, а в праславянском был затемнён такими изменениями гласных, как монофтонгизация дифтонгов, возникновение носовых и редуцированных.